# Magnetni moment
Magnétni momènt (tudi magnétni dípolni momènt) je vektorska količina, ki določa navor magnetnega polja na paličasti magnet ali na tuljavo, po kateri teče električni tok. V mednarodnem sistemu enot se magnetni moment meri z enoto Am2.

## Magnetni moment tuljave
Majhna tuljava z N ovoji in presekom S ima magnetni moment enak:
{\displaystyle {\vec {\mathbf {p} }}_{\rm {m}}=NI{\vec {\mathbf {S} }}\!\,.}

## Atomski magnetni moment
V kvantnomehanskem opisu atoma ustreza magnetnemu momentu operator vektorja magnetnega momenta μ;.
Glej: elektronski magnetni moment

### Elektronski tirni magnetni moment
Za magnetni moment, povezan s tirno vrtilno količino l, se lahko zapiše operator vektorja elektronskega tirnega magnetnega momenta:
{\displaystyle {\hat {\mathbf {\mu } }}_{l}=-{\frac {e_{0}}{2m_{\rm {e}}}}{\hat {\mathbf {l} }}\!\,.}
Pri tem je e0 osnovni naboj, me masa elektrona in l operator vrtilne količine. 
Če se upošteva kvantizacijo tirne vrtilne količine, se lahko zapiše lastne vrednosti velikosti magnetnega momenta:
{\displaystyle \mu _{l}=-{\frac {e_{0}}{2m_{\rm {e}}}}{\sqrt {l(l+1)}}\hbar ={\sqrt {l(l+1)}}\mu _{\rm {B}}\!\,.}
Izraz se je poenostavil z vpeljavo Bohrovega magnetona:
{\displaystyle \mu _{\rm {B}}={\frac {e_{0}\hbar }{2m_{\rm {e}}}}=9,27\cdot 10^{-24}\mathrm {A\,m} ^{2}\!\,.}
Lastne vrednosti komponente magnetnega momenta v smeri zunanjega magnetnega polja so:
{\displaystyle \mu _{lz}=-m_{l}\mu _{\rm {B}}\!\,.}

### Elektronski spinski magnetni moment
Podoben izraz kot za tirni magnetni moment se lahko zapiše tudi za operator vektorja elektronskega spinskega magnetnega momenta:
{\displaystyle {\hat {\mathbf {\mu } }}_{s}=-2{\frac {e_{0}}{2m_{\rm {e}}}}{\hat {\mathbf {s} }}\!\,.}
Lastne vrednosti komponente magnetnega momenta v smeri zunanjega magnetnega polja so:
{\displaystyle \mu _{sz}=-2m_{s}\mu _{\rm {B}}\!\,.}
Z vpeljavo tirnega giromagnetnega razmerja gl in spinskega giromagnetnega razmerja gs (množitelj g) se lahko enačbi za operatorja magnetnega momenta zapiše v podobni obliki:
{\displaystyle {\hat {\mathbf {\mu } }}_{l}=-g_{l}{\frac {e_{0}}{2m_{\rm {e}}}}{\hat {\mathbf {l} }}\!\,,}
{\displaystyle {\hat {\mathbf {\mu } }}_{s}=-g_{s}{\frac {e_{0}}{2m_{\rm {e}}}}{\hat {\mathbf {s} }}\!\,.}

## Jedrski magnetni moment
Pri atomskih jedrih se običajno označuje skupno vrtilno količino jedra z izrazom jedrski spin (oznaka I). Podobno kot pri atomu je z njim povezan tudi jedrski magnetni moment.
{\displaystyle {\vec {\mathbf {\mu } }}=g{\frac {e_{0}}{2m_{\rm {p}}}}{\vec {\mathbf {I} }}\!\,.}
Pri tem je e0 osnovni naboj, mp pa masa protona.
Komponenta magnetnega momenta v smeri zunanjega polja:
{\displaystyle \mu _{z}=g{\frac {e_{0}\hbar }{2m_{\rm {p}}}}m_{l}=g\mu _{n}m_{l}\!\,.}
Izraz se je poenostavil z vpeljavo jedrskega magnetona:
{\displaystyle \mu _{n}={\frac {e_{0}\hbar }{2m_{\rm {p}}}}=5,05\cdot 10^{-27}\mathrm {A\,m} ^{2}\!\,.}

## Navor na magnetni moment
Na magnetni moment pm deluje v zunanjem magnetnem polju B navor M:
{\displaystyle {\vec {\mathbf {M} }}={\vec {\mathbf {p} }}_{m}\times {\vec {\mathbf {B} }}\!\,.}
Navor poskuša obrniti magnetni moment v smer zunanjega magnetnega polja. 

## Magnetna potencialna energija
Vpelje se lahko tudi potencialno energijo magnetnega momenta v zunanjem magnetnem polju, ki je odvisna od orientacije magnetnega momenta glede na smer zunanjega magnetnega polja:
{\displaystyle W_{\rm {p}}=-{\vec {\mathbf {p} }}_{m}\cdot {\vec {\mathbf {B} }}\!\,.}
Razlika v energiji med obema skrajnima legama je torej enaka 2pmB.